# Rejon Owcza kupeł
Rejon Owcza kupeł (bułg.: Район Овча купел) – rejon w obwodzie miejskim Sofii, w Bułgarii. Populacja wynosi 48 900 mieszkańców.